# Peerapong Pichitchotirat
Peerapong Pichitchotirat (tiếng Thái: พีรพงศ์ พิชิตโชติรัตน์, sinh ngày 28 tháng 6 năm 1984) còn được biết với tên đơn giản Benz (tiếng Thái: เบนซ์), là một cầu thủ bóng đá người Thái Lan thi đấu ở vị trí tiền vệ tấn công cho câu lạc bộ Giải bóng đá Ngoại hạng Thái Lan Bangkok Glass.

## Sự nghiệp câu lạc bộ
Anh thi đấu cho Krung Thai Bank ở vòng bảng Giải vô địch bóng đá các câu lạc bộ châu Á 2008.

## Danh hiệu

### Câu lạc bộ
Bangkok Glass
- Cúp Hiệp hội Bóng đá Thái Lan
  -  Vô địch (1): 2014
- Queen's Cup
  -  Vô địch (1): 2010
- Cúp bóng đá Singapore
  -  Vô địch (1): 2010